# Bystřice pod Lopeníkem
Bystřice pod Lopeníkem é uma comuna checa localizada na região de Zlín, distrito de Uherské Hradiště.